# Eratigena agrestis
Eratigena agrestis é uma espécie de aranha araneomorfa da família Agelenidae.

## Taxonomia
A espécie foi descrita pela primeira vez em 1802 pelo naturalista Charles Athanase Walckenaer como Aranea agrestis, em referência ao seu habitat na Europa ocidental, onde é encontrada comumente em campos, matas e sob rochas. Em 1841, Walckenaer transferiu a espécie para o gênero Tegenaria. Em 2013, o gênero Tegenaria foi dividido, e esta espécie foi movida para o novo gênero Eratigena, um anagrama de Tegenaria.

## Descrição
A fêmea mede entre 11–15 mm; o macho 8–11 mm. Não há dimorfismo sexual na coloração. A cor é ténue, numa mistura de tons de castanho. Apesar da maioria das Agelenidae terem pelo nas pernas, estas aranhas apresentam pernas quase lisas. A identificação do sexo é difícil, podendo requerer análise ao microscópio.
E. agrestis é nativa do oeste da Europa Central, mas está naturalizada no noroeste da América do Norte, tendo recentemente sido encontrada no sul do Alasca. Prefere climas moderadamente secos. Na Europa não aparece em casas, sendo mais comum em jardins e campos. Apesar de venenosas, na Europa não são  consideradas perigosas.